# ねずみとり (アガサ・クリスティ)
『ねずみとり』 (The Mousetrap) は、イギリスの女性推理小説作家アガサ・クリスティの戯曲。1952年11月25日ロンドンのウェスト・エンドにあるアンバサダーズ・シアターでの初演以来、2020年3月にCOVID-19の流行により公演が中断するまで（1974年3月25日からは隣のセント・マーティンズ・シアターにて公演）世界で最も長い連続上演をしている演劇として知られている。

## 概要
もとは王太后メアリー・オブ・テックの80歳の誕生日を祝うラジオドラマとして1947年にBBCの依頼により執筆した「三匹の盲目のねずみ」を、1950年にクリスティ自身が短編小説化、さらに1951年に戯曲化した。戯曲化に際し、同名の戯曲が他にあったため、題名を『ねずみとり』に改めた。これはシェイクスピアの『ハムレット』の劇中劇と同じ題名であるが、これを選定したのはクリスティの娘婿のアイディアであったという。
なお、もとのラジオドラマの題名になった「三匹の盲目のねずみ」はイギリスの有名な伝承童謡で、マザー・グースの1つに分類されている。作中では歌詞がヒントになるほか、登場人物たちがメロディを奏でたり口ずさんだりする場面がある。
本作は1952年の初演以来ロングラン公演を続け、2000年には上演回数が20000回を超過した。推理劇であるため、当初からカーテンコールの際に筋書きの結末を漏らさないようにと観客にお願いをしているほか、慣れで演技をしてしまわないよう定期的に役者や演出家を入れ替えている。観客にはリピーターが多くおり、1度観た観客は2度目にはほとんどが自分の子供を連れて観に来るという。
2012年11月22日に60周年を迎え、それを記念してロンドン以外でもツアー版の公演が開始された。日本では60周年プレミアム公演として、2013年3月6日より『マウストラップ』として六本木ブルーシアターで公演が開始された。

## あらすじ
1年前に結婚したばかりの若い夫婦モリーとジャイルズは、マンクスウェル山荘でゲストハウスを開いた。オープンの日、ラジオからは、ロンドンで殺人事件が発生し犯人が逃走中であるとのニュースや、大雪に関する気象情報が流れていた。雪が降る中、かねてからの予約客4名が次々に到着する。雪がなおも激しく降り続く中、外国人風の男性が現れ、玄関をノックする。男性は車がスリップしてしまったと言い、マンクスウェル山荘に急遽宿泊することとなる。
翌日の昼食後、雪で閉ざされ孤立したマンクスウェル山荘に警察から電話が入り、警官を1名差し向けるという。やがて、スキーをはいたトロッター刑事がロンドンで起きた殺人事件の捜査のために山荘を訪れる。トロッター刑事は、犯人が童謡「三匹の盲目のねずみ」の楽譜で次の殺人を予告しているという。そして、照明が突然消えて、宿泊客の1人のボイル夫人が何者かに殺害されてしまう。

## 登場人物
モリー・ロールストン
マンクスウェル山荘の女将。美貌で快活な性格をした若い女性。
ジャイルズ・ロールストン
1年前に結婚したモリーの夫。やや尊大な性格をした若い男性。
クリストファ・レン
予約のある宿泊客。子どもっぽく落ち着きのない若い男性建築家。
ボイル夫人
予約のある宿泊客。大柄でいつも不機嫌な年輩の女性。
メトカーフ少佐
予約のある宿泊客。きびきびと動くいかり肩の中年男性。
ミス・ケースウェル
予約のある宿泊客。低い声で男のような見かけと立ち居振る舞いの若い女性。
パラビチーニ氏
雪のため急遽マンクスウェル山荘へ立ち寄った予約のない宿泊客。外国人風の男性。
トロッター刑事
スキーでマンクスウェル山荘までやってきた、ややロンドン訛の陽気で平凡な若い男性。

## 構成
現代のマンクスウェル山荘（ゲストハウス）の居間を舞台とする。2幕構成。
- 第1幕 - マンクスウェル山荘の居間
  - 第1場 - 午後遅く
  - 第2場 - 翌日の昼食後
- 第2幕 - その10分後

## 書誌情報
日本語翻訳版について記載。
- 『ねずみとり』鳴海四郎訳、早川書房（クリスティー文庫）、2004年3月発行、ISBN 4-15-130066-X 他